# Backstabbed in a Backwater Dungeon
Backstabbed in a Backwater Dungeon (kompletter Titel: Backstabbed in a Backwater Dungeon: My Trusted Companions Tried to Kill Me, but Thanks to the Gift of an Unlimited Gacha I Got LVL 9999 Friends and Am Out for Revenge on My Former Party Members and the World, japanischer Originaltitel: 信じていた仲間達にダンジョン奥地で殺されかけたがギフト『無限ガチャ』でレベル9999の仲間達を手に入れて元パーティーメンバーと世界に復讐&『ざまぁ！ 』します！ Shinjite Ita Nakama-tachi ni Dungeon Okuchi de Korosarekaketa ga Gift “Mugen Gacha” de Level 9999 no Nakama-tachi o Te ni Irete Moto Party Member to Sekai ni Fukushū & “Zamā!” Shimasu!) ist eine Romanreihe von Shisui Meikyō, die seit dem 17. April 2020 als Webroman auf der Plattform Shōsetsuka ni Narō erstpubliziert wird.
Dieser erhielt im Jahr 2021 eine Umsetzung als Light-Novel- und Mangareihe. Das Werk, welches in den Genres Dark Fantasy und Etchi verortet werden kann, spielt in einer Welt, die von unterschiedlichsten Rassen bewohnt wird, wovon der Mensch die Schwächste ist und daher von den übrigen Völkern verachtet, versklavt oder als Versuchsobjekte missbraucht werden.
Die Geschichte folgt Light, ein Mensch, der sich einer Gruppe Abenteurer bestehend aus Personen anderer Völker anschließt, die scheinbar gegen die Diskriminierung vorgehen wollen. Als Light eines Tages von dieser Gruppe verstoßen und beinahe umgebracht wird, schwört er, sich an seinen ehemaligen Mitgliedern zu rächen.

## Handlung
Die Welt wird von neun unterschiedlichen Völkern bewohnt: Drachenmenschen, Ghule, Zwerge, Elfen und Dunkelelfen, Dämonen, Biestmenschen, Zentauren und Menschen, wobei die Menschen die schwächste unter den neun Völkern ist. Dennoch gibt es Menschen, die mit dem Erreichen des zehnten Lebensjahres eine besondere Gabe, ein „Geschenk“, entwickeln, welches diesen eine besondere Stärke verleiht.
Light ist so ein Mensch, der die Gabe des „unlimitierten Gacha“ erhalten hat und in der Lage ist, unendlich viele Karten zu beschwören, die ihn unterstützen. Er ist Mitglied der Abenteurergruppe „Gathering of Races“, die aus dem Drachenmenschen Draggo, der Elfin Sasha, der Dunkelelfin Shion, dem Biestmenschen Garu, dem Zwerg Nano, dem Zentauren Center, dem Ghul Diablo sowie dem Dämon Oboro besteht. Innerhalb der Gruppe existiert keine Diskriminierung.
Als Light eines Tages von seinen Kameradem im gefährlichsten Dungeon Abyss gerettet werden muss, offenbart die Gruppe, dass er aus der Gruppe geworfen wird. Die Abenteurergruppe wurde lediglich dazu gegründet, um Light und seine besondere Gabe zu beobachten, da man in ihm eine mächtige Existenz namens Master vermutete. Da Light mit seiner Fähigkeit scheinbar nur unnütze Materialien beschwören kann und somit nicht als Gefahr eingestuft wird, beschließt die Gruppe ihn zu töten und seinen Tod als Monsterangriff zu verschleiern. Bevor Garu jedoch zum entscheidenden Schlag gegen den verletzten Light schlagen kann, aktiviert dieser versehentlich eine Teleportfalle und wird in den untersten Bereich des Dungeons befördert.
Der verwundete Light sieht sich dort mächtigen Monstern ausgesetzt und nutzt aus Verzweiflung seine Gabe, in der Hoffnung, etwas zu beschwören, mit dem er die Kreaturen ablenken kann. Er beschwört die Seeker-Maid Mei, eine SUR-Karte, welche die Bestien mit einem Schlag besiegt. Sie erklärt Light, dass die Stärke der beschworenen Karten von der Dichte der Magie im Umfeld abhängig ist und er sie nur deshalb herbeirufen konnte. Auf die Frage, wie er es in den tiefsten Bereich des Dungeons gelangt sei, erzählt Light, wie er von seinen Kameraden hintergangen und beinahe getötet wurde. Mei schwört, ihren Meister zu unterstützen, der geschworen hat, sich an allen zu rächen, die ihm Unrecht getan haben.
Innerhalb von drei Jahren baut Light mit seiner Fähigkeit eine geheime Basis im Dungeon auf und beschließt, an die Erdoberfläche zurückzukehren und seinen Rachefeldzug in die Tat umsetzen. Dabei muss er entsetzt feststellen, dass sowohl sein Heimatdorf als auch seine Familie ausgelöscht wurden und die anderen Völker die Menschen versklaven, als Forschungsobjekte missbrauchen oder aus Spaß töten. So hat er nun mehrere Ziele: Die Rache an seinen ehemaligen Mitgliedern, das Herausfinden der Wahrheit hinter dem Auftrag, ihn zu töten, sowie die Suche nach seinen Geschwistern, die den Angriff auf seine Heimat überlebt haben könnten.

## Charaktere

### Hauptcharakter
Light (ライト, Raito)
Ein zwölfjähriger Junge aus dem Menschenvolk mit der seltenen Fähigkeit Unlimited Gacha. Diese Gabe lässt ihn unzählige Karten herbeirufen. Er war Mitglied der Abenteurergruppe Gathering of Races mit der er den gefährlichsten Dungeon der Welt untersuchte.
Seine Kameraden gingen zu Beginn aufgrund seiner Fähigkeit davon aus, dass er ein Master – eine mächtige Existenz – sei. Als sich die Anzeichen verdichteten, dass er nicht diese Existenz ist, führte dies dazu, dass er aus der Gruppe verstoßen und von seinen ehemaligen Kameraden beinahe getötet wurde.
Seine Familie und seine Heimat wurde in seiner Abwesenheit ausgelöscht, wobei seine Schwester und Bruder scheinbar entkommen konnten. Light beschließt, sich an seinen Kameraden zu rächen und die Wahrheit hinter dem Tötungsplan herauszufinden. Um sein Ziel zu erreichen, wird er unter anderem erneut Abenteurer unter dem Namen Kuro.

### SUR-  und UR-Karten

#### Lvl 9999
Mei (メイ)
SUR-Karte Lvl. 9999 Seaker-Maid Mei (レベル9999 探求者メイド). Sie ist die erste SUR-Karte, die von Lights Gabe herbeigerufen wurde. Sie hat langes, schwarzes Haar, welches zu einem Pferdeschwanz geflochten ist. Sie ist Lights Maid und ihm ihre Treue geschworen.
In der Anfangszeit hat sie Light trainiert, sodass er selbst auf Lvl 9999 gelangen konnte.
Aoyuki (アオユキ)
SUR-Karte Lvl. 9999 Genius Beast Tamer (レベル9999 天才モンスターテイマー). Aoyuki ist die zweite SUR-Karte, die Light mithilfe seiner Fähigkeit beschwören konnte. Aoyuki hat eine eher kindliche Figur und blaue Haare. Sie trägt einen Hoodie mit Katzenohren. Aoyuki ist in der Lage, Monster zu zähmen, unabhängig vom Lvl. oder der Anzahl.
Eri (エリー)
SUR-Karte Lvl. 9999 Forbidden Witch Eri (レベル9999 禁忌の魔女エリー). Sie ist eine wunderschöne, junge Frau mit langem, blonden Haar und einem Hexenhut tragend. Eri ist die dritte SUR-Karte, die Light heraufbeschwören konnte.
Ihren Titel als Forbidden Witch hat sie Magie, Zauberei, die dunklen Künste und Geistermagie meistern können. Zudem ist sie in der Lage, neue Zauberformeln zu erfinden und die magischen Fähigkeiten anderer zu unterdrücken.
Nazuna (ナズナ)
SUR-Karte Lvl. 9999 True Vampire Knight (レベル9999 真祖ヴァンパイア騎士（ナイト）). Sie ist eine hübsche, junge Frau mit feuerroten Augen und silberfarbenen, langem Haar. Sie trägt eine schwere Rüstung und gilt als stärkste Kriegerin der Welt. Sie kämpft mit einem Zweihänder, das größer als sie selbst ist.
Da sie als letzte SUR-Karte des Levels 9999 beschworen wurde, wird sie von den anderen wie ihre Tochter behandelt, weswegen sie einen eher kindlichen und verspielten Charakter aufweist.

#### Lvl 7777
Suzu (スズ)
UR-Karte Lvl. 7777 All-Rounded Gunner (レベル7777 両性具有ダブルガンナー). Ein junges Mädchen mit violetten Augen und schwarzen, kurzem Haar. Sie ist eine Schützin und trägt eine sprechende Muskete namens Lock mit sich.
Suzu ist schweigsam und schüchtern, weswegen Lock für sie mit anderen kommuniziert.
Mera (メラ)
UR-Karte Lvl. 7777 Chimera (レベル7777 キメラ). Eine großgewachsene Frau mit roten Augen und gezackten Zähnen. Sie ist eine Chimära, deren Körper aus unzähligen anderen Wesen besteht. Mera ist in der Lage, eigene Körperteile abzutrennen und wieder zu vereinen.
Ice Heat (アイスヒート, Aisuhīto)
UR-Karte Lvl. 7777 Grappler of Ice and Heat (レベル7777 炎熱氷結のグラップラー). Eine junge Frau mit rotem und hellblauen Haar, die zu einem Twintail geflochten sind. Wie ihr Name andeutet, beherrscht sie Feuer- und Eismagie. Auch kann sie legendäre Bestien beider Elemente herbeirufen.
Jack (ジャック, Jakku)
UR-Karte Lvl. 7777 Body of Steel (レベル7777 鋼鉄のボディ). Ein muskulöser junger Mann mit grünen Augen, braunblondem Haar und Bartansatz. Er kann seinen Körper in eine Hülle ummanteln, dessen Material härter als Stahl ist.

#### Lvl 5000
Gold (ゴールド, Gōrudo)
UR-Karte Lvl. 5000 Golden Knight (レベル5000 黄金の騎士). Ein Krieger in goldfarbener Rüstung. Er bildet mit Light, der sich als Decknamen Kuro nennt, und der Assassine Nemumu die Abenteurergruppe The Masked Clown.
Er ist Light gegenüber loyal und gibt sein Wissen als Krieger an andere Personen weiter. Gold und Nemumu necken sich gegenseitig. Auch wenn es den Anschein erweckt, dass sich beide nicht leiden können, sorgt er sich um seine Kameraden.
Nemumu (ネムム)
UR-Karte Lvl. 5000 Assassin Blade (レベル5000 アサシンブレイド). Nemumu ist eine junge Frau mit weißem, kurzen Haar. Als Assassine ist Nemumu in der Lage, sich unbemerkt an ihren Gegnern heranzuschleichen und anzugreifen. Sie ist sehr bewandt im Umgang mit Gift. Nemumu kann ihre Umgebung mithilfe eines Schreis im Ultraschallbereich einprägen.
Gemeinsam mit Light und Gold bildet sie die Abenteurergruppe The Masked Clown. Wie Gold ist auch Nemumu Light gegenüber loyal und drückt dies aus, in dem sie ihn die Füße küsst, sehr zu dessen ungemach. Sie und Gold necken sich ständig, wobei Gold häußig Bemerkungen über ihre Figur macht.

### Gathering of Races
Draggo (ドラゴ)
Ein Krieger aus dem Volk der Drachenmenschen. Lvl. 512. Draggo ist der Anführer der Gruppe Gathering of Races, der auch Light zwischenzeitlich angehörte. Auch wenn er auf den ersten Blick einen besonnenen und freundlichen Charakter zeigt, ist er es, der seine Kameraden befiehlt, Light zu töten und den Mord zu verschleiern.
Sasha (サーシャ)
Eine Bogenschützin aus dem Volk der Elfen. Lvl. 308. Ein Kind, welches aus einer Affaire hervorgegangen ist und deswegen von ihrer Familie lange Zeit verstoßen wurde. Sie zeigte scheinbare Zuneigung gegenüber Light, was sich im Nachhinein als Lüge herausstellte, da Light gegen den Erwartungen nicht stark ist.
Nach Lights scheinbaren Tod und ihrer Vermählung mit einem hochrangigen Elfensohn genießt sie ein gewisses Ansehen in ihrem Volk. Als sich herausstellt, dass Light noch lebt, beschließt sie, ihn eigenhändig zu töten, um ihr Ansehen aufrechtzuerhalten.
Garu (ガルー, Garū)
Ein Krieger aus  dem Volk der Bestienmenschen. Ein Wolfsmensch, der seine Gegner mit Klauen attackiert. Lvl. 151. Er wird von Draggo damit beauftragt, Light zu töten. Bevor er den entscheidenden Schlag versetzen kann, wird Light durch eine Fälle in eine andere Ebene teleportiert.
Nach Lights vermutlichem Ableben genießt Garu einen guten Ruf unter den Wolfsmenschen. In Wahrheit ist er feige und würde seine besten Freunde verraten, um selbst unbeschadet aus kritischen Situationen zu entkommen. Da sein Volk zu den schwächsten Rassen gehört, weiß er nichts über den eigentlichen Auftrag der Gruppe Gathering of Races.
Shion (シオン)
Eine Forscherin aus dem Volk der Dunkelelfen. Lvl. 304. Shion galt in ihrem Volk als Wunderkind und erhielt recht früh eine Professur an einer renommierten Schule, in der alle Rassen gleichberechtigt studieren können. Nachdem sich herausstellt, dass sie Menschen als Versuchsobjekte für ihre Forschung missbraucht, verliert sie ihre Professur und ihre Einnahmequelle, weswegen sie Abenteuerin wird und sich der Gathering of Races anschließt.
Für sie steht ihre Forschung an oberster Stelle, weswegen ihr Gefühle fremd sind, egal ob von Menschen oder ihrem eigenen Volk. Sie ist dazu bereit, alles und jeden für das Erreichen ihres Forschungsziels zu opfern.
Sie geht später einen Pakt mit einem Seelendrachen, einem Monster aus einer anderen Welt ein. Shion ist ein Charakter, der im Manga erstmals vorkommt.
Naano (ナーノ, Nāno)
Ein Schmied aus dem Zwergevolk, der das Ziel verfolgt, eine göttliche Waffe zu schmieden. Lvl. 301. Er wird aufgrund seiner Bekanntheit vom Herrscher seines Volkes ausgewählt, an der Mission, Light zu beobachten und sich der Gruppe Gathering of Races anzuschließen.
Als die Mission erfolgreich absolviert wurde, gab sich Naano dem Alkohol hin, da er sein persönliches Ziel verfehlt hat und er kein zweites Mal für eine derartige Mission auserwählt werden kann.
Seine geschmiedeten Waffen testet er an Menschen aus.
Center (サントル)
Ein Krieger aus dem Volk der Zentauren. Lvl. 152. Ein Charakter, der im Manga erstmals eingeführt wurde.
Oboro (オボロ)
Ein Kämpfer aus dem Volk der Dämonen. Lvl. 403. Ein Charakter, der im Manga eingeführt wurde.
Diablo (ディアブロ)
Ein Ghul-Krieger. Lvl. 419. Nach Draggo das zweitstärkste Mitglied der Gruppe Gathering of Races.

## Begrifflichkeiten

### Gathering of Races
Der Name der Abenteurergruppe, die Light angehörte. Sie besteht aus Mitgliedern unterschiedlichster Völker. In den Romanen waren es sechs Mitglieder, im Manga kamen drei weitere Figuren hinzu.
Völker, die kaum stark werden – gemessen am Level – werden von den stärkeren Rassen verachtet und unterjocht. Die Gruppe wurde scheinbar aus Personen der unterschiedlichen Völker zusammengestellt, um diese Diskriminierung zu beenden.
In Wahrheit wurde die Gruppe zusammengestellt, um eine Existenz zu finden, die in der Gesellschaft als Master bezeichnet wird. Ziel jedes Volkes war es, diese Existenz für sich zu gewinnen. Light, der mit einer seltenen Gabe gesegnet wurde, wurde er in die Gruppe aufgenommen, da man davon ausging, dass er diese Existenz sein könnte. Als sich die Anzeichen verdichteten, dass er nicht der besagte Master ist, wurde beschlossen, Light umzubringen und diese Tat zu vertuschen.

### Master
Der Master (ますたー Masutā) ist eine Existenz, die von Staaten der Welt gesucht wird und der Grund, weswegen Light beinahe umgebracht wurde. Es heißt, dass ein Master die Fähigkeit besitzt, die Welt zu verändern und im schlimmsten Fall diese zu zerstören.

### Levellimit
Das Levellimit gibt an, bis zu welchem Punkt eine Rasse an Stärke gewinnen kann. Für gewöhnlich liegt diese Grenze bei 100 für Menschen, 200 bis 300 für Biestmenschen, 500 für Zwerge, 300 bis 1.000 für Dämonen und 1.000 für Elfen und Drachenmenschen.
Die jeweiligen Gesellschaften gehen von diesen Grenzen aus, wobei unklar ist, ob diese tatsächlich stimmen. Es wird geglaubt, dass die Völker, die das Blut eines Masters in sich tragen, diese Grenzen mit Leichtigkeit brechen können.

### Gift
Eine seltene Fähigkeit, die wenigen Menschen verliehen wird, sobald diese das zehnte Lebensjahr vollenden. Eine dieser Fähigkeit ist der Unlimited Gacha mit der der Träger unendlich viele Karten beschwören kann. Diese Karten sind in unterschiedlichen Seltenheitsstufen unterteilt: EX (Extra), SUR (Super Ultra Rare), UR (Ultra Rare), SR (Super Rare), R (Rare) und N (Normal).

## Medien

### Webroman und Light-Novel-Reihe
Shisui Meikyō startete die Reihe als Webroman und veröffentlichte das erste Kapitel der Geschichte am 17. April 2020 auf der Plattform Shōsetsuka ni Narō.
Der japanische Verlag Hobby Japan sicherte sich die Rechte an einer Veröffentlichung der Reihe als Light Novel und veröffentlichte die Kapitel zunächst in seinem Magazin HJ Novels. Die Romanreihe, die ebenfalls von Meikyō geschrieben und von tef illustriert wird, wurde ab dem 19. Mai 2021 in physischer Form veröffentlicht. Bis Mai 2023 erschienen sieben Bände der Romanreihe im Bunkobon-Format.
Der US-amerikanische Verleger J-Novel Club lizenzierte die Romanreihe im Juli des Jahres 2022 für den englischsprachigen Raum und veröffentlicht diese unter dem Titel Backstabbed in a Backwater Dungeon: My Trusted Companions Tried to Kill Me, But Thanks to the Gift of an Unlimited Gacha I Got LVL 9999 Friends and Am Out For Revenge on My Former Party Members and the World.
| Band | Veröffentlichung (Japan) | ISBN (Japan)            |
| ---- | ------------------------ | ----------------------- |
| 1    | 19. Mai 2021             | ISBN 978-4-7986-2499-0. |
| 2    | 18. September 2021       | ISBN 978-4-7986-2587-4. |
| 3    | 19. Januar 2022          | ISBN 978-4-7986-2715-1. |
| 4    | 19. Mai 2022             | ISBN 978-4-7986-2840-0. |
| 5    | 20. September 2022       | ISBN 978-4-7986-2931-5. |
| 6    | 19. Januar 2023          | ISBN 978-4-7986-3053-3. |
| 7    | 19. Mai 2023             | ISBN 978-4-7986-3188-2. |
| 8    | 19. Oktober 2023         | ISBN 978-4-7986-3314-5. |
| 9    | 19. März 2024            | ISBN 978-4-79-863466-1. |
| 10   | 19. Juli 2024            | ISBN 978-4-7986-3589-7. |
| 11   | 19. November 2024        | ISBN 978-4-7986-3679-5. |
| 12   | 18. April 2025           | ISBN 978-4-7986-3815-7. |

### Webmanga und Mangaserie
Meikyō und tef, die bereits gemeinsam eine Umsetzung des Webromans als Light Novel realisierten, erarbeiteten zusammen eine Manga-Adaption, welcher von Kodansha lizenziert wurde und zunächst auf der Webseite Pocket Magazin als Web-Manga veröffentlicht wurde.
Eine gedruckte Version der Mangaserie wurde zunächst im KC Deluxe veröffentlicht. Der erste eigenständige Band im Tankōbon-Format wurde in Japan am 6. August 2021 auf dem Markt gebracht. Bis Oktober 2023 wurden neun Bände der Reihe herausgegeben.
Im Mai des Jahres 2022 kündigte der US-amerikanische Verlag Seven Seas Entertainment an, die Serie in englischer Sprache zu veröffentlichen.
| Band | Veröffentlichung (Japan) | ISBN (Japan)            |
| ---- | ------------------------ | ----------------------- |
| 1    | 06. August 2021          | ISBN 978-4-06-524492-0. |
| 2    | 09. November 2021        | ISBN 978-4-06-525991-7. |
| 3    | 09. Februar 2022         | ISBN 978-4-06-526909-1. |
| 4    | 09. Mai 2022             | ISBN 978-4-06-527848-2. |
| 5    | 09. August 2022          | ISBN 978-4-06-528667-8. |
| 6    | 09. November 2022        | ISBN 978-4-06-529712-4. |
| 7    | 09. Februar 2023         | ISBN 978-4-06-530526-3. |
| 8    | 09. Mai 2023             | ISBN 978-4-06-531556-9. |
| 9    | 08. August 2023          | ISBN 978-4-06-532601-5. |
| 10   | 09. November 2023        | ISBN 978-4-06-533510-9. |
| 11   | 08. Februar 2024         | ISBN 978-4-06-534547-4. |
| 12   | 09. Mai 2024             | ISBN 978-4-06-535540-4. |
| 13   | 07. August 2024          | ISBN 978-4-06-536515-1. |
| 14   | 08. November 2024        | ISBN 978-4-06-537423-8. |
| 15   | 07. Februar 2025         | ISBN 978-4-06-538410-7. |

### Anime-Produktion
Am 15. November 2024 teilte der japanische Verleger HobbyJapan, bei dem die Romane erscheinen mit, dass diese als Anime realisiert werden. In der Bekanntmachung wurde das Format des Projektes nicht verraten. Mitte April 2025 wurde schließlich bekannt gegeben, dass es sich bei dieser Produktion um eine Anime-Fernsehserie handelt, die unter der Regie von Katsushi Sakurabi bei J.C.Staff entsteht. Hiroshi Ohnogi zeichnet für das Drehbuch verantwortlich, während das Charakterdesign von Yukie Suzuki entworfen wird. Für den Score wurde Ryō Takahashi engagiert.
In den Hauptrollen sind Nina Tamaki als Light und Ikumi Hasegawa als Mei zu hören. Der Serienstart wurde für den Herbst des Jahres 2025 angekündigt.

## Erfolg
Der achte Romanband erreichte Platz acht der Light-Novel-Charts von Oricon mit rund 3.600 Verkäufen innerhalb einer Woche.
Für den Manga Taishō 2023 wurde das Werk für eine Nominierung vorgeschlagen, letztendlich aber nicht nominiert. Der Einreicher beschrieb die Entwicklung der Geschichte zwar als gewöhnlich, sei aber dennoch gut geschrieben. Aufgrund der Illustrationen und den Namen der Reihe ging er davon aus, dass es sich um eine Fantasyharem-Geschichte sei. Dennoch seien die Charaktere allesamt gut durchdacht. Sakidori listete das Werk auf Platz elf der zwölf besten Fantasygeschichten der Kategorie Power-Fantasy.